# Sabine Island
Sabine Island är en ö i Kanada.   Den ligger i territoriet Nunavut, i den nordöstra delen av landet, 2 600 km norr om huvudstaden Ottawa. Arean är 1,7 kvadratkilometer.
Terrängen på Sabine Island är mycket platt. Öns högsta punkt är 8 meter över havet. Den sträcker sig 1,9 kilometer i nord-sydlig riktning, och 1,8 kilometer i öst-västlig riktning.